# Великий Етерікан
Вели́кий Етеріка́н (рос. Большой Этерикан, якут. Улахан Этэрикээн) — річка в Росії на острові Великому Ляховському з групи Ляховських островів (Новосибірські острови).
Довжина річки 111 км. Бере початок на північному схилі гори Хаптагай-Тас й тече на північний схід. Впадає до Східно-Сибірського моря, утворюючи широке, до 200 м, гирло. Похил річки — 0,8 м/км.
Русло звивисте, у верхній течії пересихає. Деякі меандри перетворились на стариці. Спочатку ширина русла становить 10 м, після прийому справа притоки Субурга-Юрях розширюється до 36 м, біля гирла — 145 м. Швидкість течії — 0,2 м/с. Глибина від 0,4 м у верхів'ї до 0,6 у середній та 1,5 м у нижній течіях. Дно піщане.
Береги пологі, трапляються обриви висотою 6-7 м. Середня та нижня течії заболочені.
| Росія | Це незавершена стаття з географії Росії. Ви можете допомогти проєкту, виправивши або дописавши її. |